# Enrique Bernales
Enrique Martín Bernales Ballesteros (Lima, 6 de noviembre de 1940 - Ib., 24 de noviembre del 2018) fue un abogado constitucionalista, catedrático, escritor y político peruano.Ejerció como senador de la república por Izquierda Unida desde 1980 hasta su disolución en abril de 1992 y como miembro de la Comisión de la Verdad y Reconciliación entre 2001 y 2003.

## Biografía
Nació el 6 de noviembre de 1940, siendo hijo de Luis Enrique Bernales y de Laura Ballesteros. Creció en Barrios Altos. Es sobrino del médico Sergio Bernales.
Estudió en el colegio La Salle de la ciudad de Lima. Luego, ingresó a la facultad de ciencia política en la Pontificia Universidad Católica del Perú, en la cual obtuvo la licenciatura. Posteriormente, estudió una Maestría en Derecho con mención en derecho constitucional en la misma casa de estudios. 
Realizó un doctorado en Derecho en la Universidad de Grenoble en Francia. Durante su estadía en este país, fue influenciado por las ideas socialistas.
En 1975 estudió Metodología de la Investigación Histórica. Fue decano de la Facultad de Ciencias Sociales de la Pontificia Universidad Católica del Perú (1971-1978) y director ejecutivo de la Comisión Andina de Juristas.

## Vida política
Enrique Bernales se apuntó en la política cuando fue miembro del Partido Socialista Revolucionario y su primera participación electoral fue en las elecciones de 1978 para la creación de la Asamblea Constituyente. Sin embargo, no resultó elegido.

### Senador de la República
Para las elecciones generales de 1980, decidió postular al Senador de la República por la Alianza Unidad de Izquierda y logró ser elegido para el periodo parlamentario 1980-1985.
Cuando se anunciaron las elecciones de 1985, Bernales, junto a varios representantes de la izquierda peruana como Alfonso Barrantes, Javier Diez Canseco, Henry Pease, Jorge del Prado, entre otros, decidieron fundar la alianza Izquierda Unida con el fin de lanzar la candidatura presidencial de Barrantes junto a la de Bernales en la primera vicepresidencia y a la de Agustín Haya de la Torre en la segunda vicepresidencia. La Izquierda Unida quedó en segundo lugar, detras del Partido Aprista Peruano que encabezaba Alan García. Sin embargo, Barrantes renunció a participar en la segunda vuelta.
En las mismas elecciones, Bernales también postuló al Senado y resultó elegido como senador con 111 808 para un segundo periodo parlamentario. Se desempeñó, en 1987, como Relator especial para el Mercenarismo de la Comisión de Derechos Humanos de las Naciones Unidas, labor que realizó hasta el 2004.
Intentó ser alcalde de Lima en 1989 sin lograr tener éxito.
En las elecciones generales de 1990, Bernales postuló nuevamente a la reelección al Senado por la Izquierda Socialista liderada por Alfonso Barrantes, quien habría renunciado a la Izquierda Unida por discrepancias internas. Bernales también postuló nuevamente a la primera vicepresidencia y solo logró su elección como senador para el periodo 1990-1995.
En el senado fue elegido como 1.er vicepresidente bajo la presidencia de Máximo San Román de Cambio 90 para el periodo legislativo 1990-1991. Asimismo, fue presidente de la Comisión de Relaciones Exteriores.
El 5 de abril de 1992, fue disuelto el Congreso por el golpe de Estado decretado por el entonces presidente Alberto Fujimori tras no encontrar apoyo del parlamento. Desde entonces, Bernales condenó los actos de Fujimori y se declaró opositor a su régimen dictatorial.
Intentó postular al Congreso Constituyente Democrático por el partido Solidaridad y Democracia, sin embargo, no logró ser elegido.

### Miembro de la CVR
Luego de la caída de la dictadura de Fujimori y la asunción de Valentín Paniagua como presidente interino, se decidió crear la Comisión de la Verdad y Reconciliación, organización creada para elaborar un informe sobre la violencia terrorista vivida en el Perú durante el periodo entre los años 1980 y 2000 y también sobre los abusos contra los Derechos Humanos en anteriores gobiernos. Bernales fue nombrado miembro de dicha comisión, cargo que ejerció de 2001 a 2003.
En 2007, durante el segundo gobierno de Alan García, fue designado miembro de la Comisión Consultiva ad hoc del Ministerio de Relaciones Exteriores para el Conflicto de delimitación marítima entre Chile y Perú.
Para las elecciones generales del 2011, Bernales fue anunciado como jefe del plan de gobierno de la candidatura de Luis Castañeda Lossio a la presidencia de la república por la Alianza Solidaridad Nacional.
Fue miembro de la Corte Permanente de Arbitraje en 2013 y ulteriormente se desempeñaba como presidente de Tribunal de Honor del Pacto Ético Electoral nombrado por el Jurado Nacional de Elecciones.

## Fallecimiento
El 24 de noviembre del 2018, Bernales falleció a los 78 años en el Hospital Edgardo Rebagliati, tras una lucha contra el cáncer. Tras el anuncio de su deceso, diversas autoridades y figuras públicas lamentaron su muerte:

"La enfermedad que padecía nunca fue impedimento para que aportara su valioso conocimiento al país, como ocurrió en las últimas reformas constitucionales aprobadas en el Congreso".
Presidente del Congreso de la República del Perú Daniel Salaverry. Fuente: El Comercio.

"Mi más sentido pésame a la familia de Enrique Bernales, maestro universitario de muchas generaciones, constitucionalista, melómano y, sobre todo, un demócrata a carta cabal. Su legado perdurará para las próximas generaciones. Descanse en Paz".
2da Vicepresidenta de la República Mercedes Aráoz. Fuente: RPP Noticias.

"El legado de Enrique Bernales es inconmensurable. Su intelecto fue su fortaleza moral. Su sensatez y equilibrio fueron y serán necesarios para el país y la democracia. Siempre estará con nosotros. Te agradecemos por presidir la Comisión del Bicentenario. Descansa en paz, amigo".
Alcalde de Lima, Luis Castañeda Lossio. Fuente: RPP Noticias.

Del mismo modo, el líder del Partido Aprista Peruano y expresidente de la república, Alan García, se pronunció desde la Embajada de Uruguay, en donde se esperaba admitan su solicitud de asilo político ante las declaraciones del Fiscal José Domingo Pérez:

"Rompo mi silencio para rendir homenaje a Enrique Bernales, un extraordinario peruano, inteligentísimo, estudioso y creativo. Afectuoso y leal amigo".
Ex-presidente de la República, Alan García. Fuente: RPP Noticias.

Tras velar sus restos en el Salón de los Espejos de la Municipalidad de Lima, el Congreso de la República recibió el féretro del exsenador para rendir un homenaje por su aporte a la política peruana. La capilla ardiente fue instalada en el Hall de los Pasos Perdidos del Parlamento, en el lugar se hicieron presentes el entonces presidente del Congreso Daniel Salaverry, el titular del Tribunal Constitucional Ernesto Blume, exministros y parlamentarios, además de los familiares de Bernales.

## Reconocimientos
- Orden El Sol del Perú en el grado de Gran Oficial.
- Comendador de la Orden del Mérito Civil, España
- Condecoración Milenio de la Nación, Bulgaria
- Medalla del Centenario de Karl Marx,[18][19] Alemania

## Libros
- El Parlamento en el Perú (1968)
- Autores Políticos de la Integración Andina (1972)
- Movimientos Sociales y Movimientos Universitarios en el Perú (1974)
- La Reforma Educativa y la Mecánica de la Dominación Interna (1975)
- Reforma Universitaria (1976)
- Modernización y Expansión de la Educación Universitaria (1977)
- La Universidad en el Perú: Balance y Perspectiva (1978)
- Burguesía y Estado Liberal (1979)
- Constitución y Sociedad Política (1980-1984)
- Crisis política: ¿solución electoral? (1980)
- El Desarrollo de las Ciencias Sociales en el Perú (1981)
- Parlamento, Sociedad y Democracia (1982)
- Juventud, problemas y esperanzas (1985)
- Socialismo y nación (1987)
- El Parlamento por Dentro (1992)